# Everaldo Matsuura
Everaldo Matsuura (* 1. Oktober 1970 in Maringá) ist ein brasilianischer Schachspieler.
Die brasilianische Meisterschaft konnte er zweimal gewinnen: 1991 und 2016. Er spielte für Brasilien bei zwei Schacholympiaden: 1998 und 2002. Außerdem nahm er an vier panamerikanischen Mannschaftsmeisterschaft (1991, 1995, 2003 und 2013) teil.
Beim Schach-Weltpokal 2007 in Chanty-Mansijsk scheiterte er in der ersten Runde an Sergei Karjakin.
Im Jahre 1995 wurde ihm der Titel Internationaler Meister (IM) verliehen. Der Großmeister-Titel (GM) wurde ihm 2011 verliehen.
| Die zur Anzeige dieser Grafik verwendete Erweiterung wurde dauerhaft deaktiviert. Wir arbeiten aktuell daran, diese und weitere betroffene Grafiken auf ein neues Format umzustellen. (Mehr dazu) |